# Duván Zapata
Duván Esteban Zapata Banguero (n. 1 aprilie 1991, Cali, Columbia) este un fotbalist profesionist columbian care joacă pe postul de atacant pentru clubul italian Torino, împrumutat de la Atalanta, și pentru echipa națională a Columbiei.
După ce și-a început cariera la clubul columbian América de Cali, Zapata a evoluat pentru Estudiantes din Argentina. Din 2013, a jucat în Serie A din Italia, pentru echipele Napoli, Udinese, Sampdoria, Atalanta și Torino. Zapata a devenit bine cunoscut în perioada petrecută la Atalanta, unde a format un parteneriat de atac eficient cu compatriotul său, Luis Muriel.
La nivel internațional, Zapata și-a făcut debutul pentru Columbia în 2017 și a participat la Copa América 2019 și Copa América 2021.

## Cariera la cluburi

### América de Cali
Zapata s-a alăturat academiei de tineret a clubului América de Cali la vârsta de 13 ani, în 2004, și a debutat în prima echipă pe 18 mai 2008, în timpul unei înfrângeri cu 3-2 împotriva Boyacá Chicó, meci în care a marcat și un gol. În iulie 2008, Zapata a fost titular în ambele manșe ale finalei împotriva echipei Boyacá Chicó, care ulterior a învins América la loviturile de departajare, câștigând titlul de campioană a ligii. În decembrie 2008, América de Cali a câștigat titlul de campioană a ligii după ce a învins Independiente Medellín în finală, dar Zapata nu a participat în niciunul dintre meciuri.
Pe 13 februarie 2011, a marcat un hat-trick, primul din cariera sa, într-o victorie cu 3-2 pe teren propriu împotriva echipei Deportivo Pereira pe Estadio Pascual Guerrero. La sfârșitul sezonului Apertura 2011, Zapata a părăsit clubul.

### Estudiantes
Pe 27 iulie 2011, Zapata a fost împrumutat la Estudiantes pentru o taxă de 120.000 de dolari, cu opțiune de cumpărare pentru 1,2 milioane de dolari. La debutul său, Zapata a marcat un gol într-o victorie cu 3-2 împotriva echipei Belgrano. În primul său an la Estudiantes, Zapata a jucat ocazional pentru echipa de rezervă. În ciuda acestui fapt, a reușit să înscrie patru goluri în opt meciuri în Torneo Clausura 2012. În acel an, atât în Apertura, cât și în Clausura, Zapata a marcat 5 goluri în 11 meciuri. În vara anului 2012, Estudiantes a achiziționat jumătate din drepturile federative ale lui Zapata de la América de Cali.
Pentru sezonul 2012-2013, Zapata a devenit titular în echipa lui Estudiantes, transformându-se într-o piesă fundamentală a echipei și atrăgând interesul mai multor cluburi europene, precum Beșiktaș, după ce a marcat 16 goluri în 33 de meciuri.
În iulie 2013, clubul din Premier League, West Ham United, a aplicat pentru un permis de muncă britanic pentru Zapata, în vederea unui posibil transfer de la Estudiantes. Deși nu îndeplinea cerințele obișnuite pentru un permis, West Ham a încercat să-i asigure sosirea susținând că este un "talent special" care ar îmbunătăți jocul englez. Cu toate acestea, proprietarii lui West Ham au anunțat curând pe rețelele sociale că se retrag din afacere, chiar și după ce au convenit o taxă de 6,7 milioane de lire sterline cu Estudiantes.

### Napoli

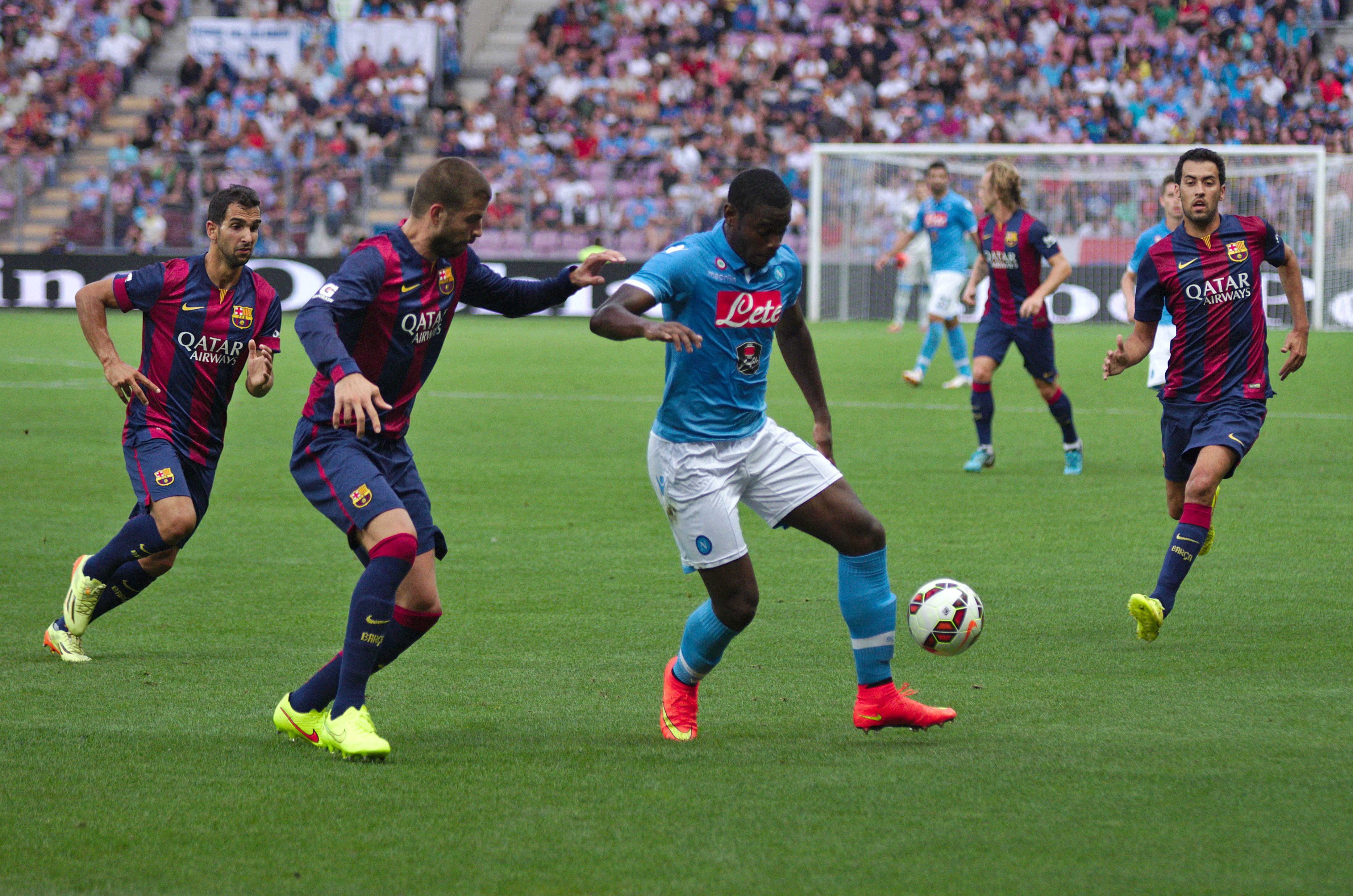
Zapata în acțiune împotriva Barcelonei în august 2014

Pe 25 august 2013, Zapata a fost transferat la clubul din Serie A, Napoli, pentru o sumă nedezvăluită. A debutat ca titular în Serie A pe 28 septembrie, într-o victorie a lui Napoli cu 2-0 împotriva echipei Genoa. Pe 22 octombrie, a marcat primul său gol în UEFA Champions League, împotriva echipei Marseille, într-o victorie cu 2-1 în deplasare.
Zapata și-a înscris primele goluri în campionat pentru Partenopei pe 26 martie 2014, marcând de două ori într-o victorie cu 4-2 în deplasare împotriva lui Catania, în care echipa sa a înscris toate golurile în prima repriză. A încheiat sezonul cu cinci goluri marcate, inclusiv încă două în ultimul meci, o victorie cu 5-1 împotriva lui Hellas Verona pe Stadio San Paolo.
Pe 22 iulie 2015, Zapata s-a alăturat echipei Udinese într-un împrumut pe doi ani, cu opțiunea de a fi cumpărat după primul an petrecut la club.
Pe 31 august 2017, Zapata s-a alăturat echipei Sampdoria într-un împrumut pe durata unui sezon, cu obligația de cumpărare.

### Atalanta
Pe 12 iulie 2018, Zapata s-a alăturat echipei Atalanta într-un împrumut pe două sezoane, cu opțiunea de cumpărare.
Pe 26 decembrie 2018, Zapata a înscris de două ori într-un meci terminat la egalitate, scor 2-2, împotriva echipei Juventus. Mai târziu, pe 20 ianuarie 2019, Zapata a marcat patru goluri într-o victorie în deplasare cu scorul de 5-0 împotriva echipei Frosinone, devenind primul jucător de la Atalanta care să realizeze această performanță în Serie A din 1952, când a reușit-o Hasse Jeppson. Golurile sale au ridicat numărul său total la 14 în campionat, toate marcate consecutiv în ultimele 8 meciuri, permițându-i să devină golgheterul ligii, alături de Cristiano Ronaldo și Fabio Quagliarella.
Pe 30 ianuarie 2019, Zapata a înscris de două ori într-o victorie cu 3-0 împotriva campioanei en-titre Juventus în sferturile de finală ale Coppa Italia. După ce a contribuit la calificarea echipei Atalanta în finala Coppa Italia 2019, și la obținerea locului al treilea în Serie A, calificându-se astfel în Champions League, marcând 23 de goluri în campionat în proces, Zapata a fost inclus în echipa sezonului Serie A la sfârșitul sezonului.
Pe 1 octombrie 2019, Zapata a marcat primul gol al Atalantei în UEFA Champions League într-o înfrângere cu 1-2 împotriva echipei Shakhtar Donetsk.
Pe 17 ianuarie 2020, Atalanta a exercitat opțiunea de a cumpăra definitiv drepturile lui Zapata. O săptămână mai târziu, el a înscris primul său gol după revenirea dintr-o accidentare de trei luni într-o victorie zdrobitoare cu 7-0 împotriva lui Torino. Pe 11 iulie, Zapata a marcat al 15-lea său gol al sezonului într-un meci terminat la egalitate 2-2 împotriva lui Juventus, devenind prima dată din 1952 când o echipă din Serie A avea trei jucători cu 15 sau mai multe goluri într-un sezon (Muriel, Iličić, Zapata). Pe 27 octombrie 2020, el a marcat două goluri într-un meci terminat la egalitate 2-2 împotriva lui Ajax în Liga Campionilor UEFA 2020-21. Zapata a devenit cel mai prolific marcator non-italian în Serie A pentru Atalanta pe 15 mai 2021, alături de Germán Denis, marcând al 56-lea său gol în campionat pentru club împotriva lui Genoa.

### Torino
Pe 1 septembrie 2023, Zapata s-a alăturat echipei Torino împrumut pentru o sezon, cu opțiune de cumpărare și o obligație condiționată de 7 milioane de euro pentru transfer definitiv.

## Cariera internațională
Zapata a primit prima convocare la echipa națională a Colombia pentru meciurile de calificare la Cupa Mondială FIFA 2018 împotriva naționalelor Bolivia și Ecuador în martie 2017. A debutat pe 23 martie, intrând în minutul 64 în locul lui Mateus Uribe, într-o victorie acasă cu scorul de 1-0 împotriva Boliviei.
În mai 2018, Zapata a fost inclus în lista preliminară de 35 de jucători a Colombiei pentru turneul propriu-zis al Cupei Mondiale FIFA 2018, în Rusia. Totuși, el nu a făcut parte din lotul final de 23 de jucători.
Pe 30 mai 2019, Zapata a fost inclus în lotul final de 23 de jucători al Columbiei pentru Copa América 2019. Într-un meci amical pre-turneu pe 9 iunie, el a marcat primul său gol internațional într-o victorie cu scorul de 3-0 în deplasare împotriva Peru, înlocuindu-l pe Radamel Falcao la pauză. Apoi a marcat în primele două meciuri din grupă în Brazilia, împotriva Argentinei (2-0) și Qatarului (1-0).
In iunie 2021, el a fost inclus în lotul Columbiei pentru Copa América 2021 în Brazilia. El a transformat cu succes primul penalty pentru Colombia în ședința de executare a loviturilor de departajare din sferturile de finală împotriva Uruguayului. Colombia avea să elimine Uruguayul în cele din urmă cu 4-2 la loviturile de departajare, după un rezultat de 0-0 în timpul regulamentar. În final, Colombia a obținut locul trei, iar Zapata nu a reușit să marcheze, deși a jucat în total în 7 meciuri.
Zapata este cunoscut în primul rând pentru viteză, mișcarea ofensivă, fizicitate și abilitatea de a marca goluri în calitate de atacant. De obicei, el joacă într-un rol central în atac și posedă un șut puternic și precis. De asemenea, el este cunoscut pentru abilitățile sale în jocul aerian, datorită înălțimii sale, puterii și fizicului puternic, care îl ajută și în apărarea mingii cu spatele la poartă și îi permite să țină posesia și să își aducă coechipierii în joc cu jocul său de combinare; de asemenea, el este priceput în situațiile de unu la unu datorită tehnicii și agilității sale. În plus, el este cunoscut pentru efortul său defensiv și pentru disponibilitatea de a presa adversarii pentru a recupera mingea.

## Viață personală
Zapata este verișorul fotbalistului internațional columbian și actualul apărător al echipei Atlético Nacional, Cristián Zapata.

## Statistici carieră

### Club
| Club                 | Sezon         | Ligă                       | Ligă    | Ligă   | Cupă națională | Cupă națională | Continental | Continental | Total   | Total  |
| Club                 | Sezon         | Divizie                    | Meciuri | Goluri | Meciuri        | Goluri         | Meciuri     | Goluri      | Meciuri | Goluri |
| -------------------- | ------------- | -------------------------- | ------- | ------ | -------------- | -------------- | ----------- | ----------- | ------- | ------ |
| América de Cali      | 2008          | Categoría Primera A        | 14      | 1      | 0              | 0              | 0           | 0           | 14      | 1      |
| América de Cali      | 2009          | Categoría Primera A        | 6       | 0      | 0              | 0              | 0           | 0           | 6       | 0      |
| América de Cali      | 2010          | Categoría Primera A        | 19      | 2      | 0              | 0              | –           | –           | 19      | 2      |
| América de Cali      | 2011          | Categoría Primera A        | 13      | 5      | 2              | 1              | –           | –           | 15      | 6      |
| América de Cali      | Total         | Total                      | 52      | 8      | 2              | 1              | 0           | 0           | 54      | 9      |
| Estudiantes          | 2011–12       | Primera División Argentina | 11      | 5      | 0              | 0              | –           | –           | 11      | 5      |
| Estudiantes          | 2012–13       | Primera División Argentina | 31      | 13     | 2              | 3              | –           | –           | 33      | 16     |
| Estudiantes          | 2013–14       | Primera División Argentina | 2       | 1      | 0              | 0              | –           | –           | 2       | 1      |
| Estudiantes          | Total         | Total                      | 44      | 19     | 2              | 3              | –           | –           | 46      | 22     |
| Napoli               | 2013–14       | Serie A                    | 16      | 5      | 1              | 0              | 5           | 2           | 22      | 7      |
| Napoli               | 2014–15       | Serie A                    | 21      | 6      | 1              | 0              | 9           | 2           | 31      | 8      |
| Napoli               | Total         | Total                      | 37      | 11     | 2              | 0              | 14          | 4           | 53      | 15     |
| Udinese (împrumut)   | 2015–16       | Serie A                    | 25      | 8      | 1              | 0              | –           | –           | 26      | 8      |
| Udinese (împrumut)   | 2016–17       | Serie A                    | 38      | 10     | 1              | 1              | –           | –           | 39      | 11     |
| Udinese (împrumut)   | Total         | Total                      | 63      | 18     | 2              | 1              | –           | –           | 65      | 19     |
| Sampdoria (împrumut) | 2017–18       | Serie A                    | 31      | 11     | 1              | 0              | –           | –           | 32      | 11     |
| Atalanta (împrumut)  | 2018–19       | Serie A                    | 37      | 23     | 5              | 3              | 6           | 2           | 48      | 28     |
| Atalanta             | 2019–20       | Serie A                    | 28      | 18     | 0              | 0              | 5           | 1           | 33      | 19     |
| Atalanta             | 2020–21       | Serie A                    | 37      | 15     | 4              | 1              | 8           | 3           | 49      | 19     |
| Atalanta             | 2021–22       | Serie A                    | 24      | 10     | 0              | 0              | 8           | 3           | 32      | 13     |
| Atalanta             | 2022–23       | Serie A                    | 25      | 2      | 2              | 0              | –           | –           | 27      | 2      |
| Atalanta             | 2023–24       | Serie A                    | 2       | 1      | –              | –              | –           | –           | 2       | 1      |
| Atalanta             | Total         | Total                      | 153     | 69     | 11             | 4              | 27          | 9           | 191     | 82     |
| Torino (împrumut)    | 2023–24       | Serie A                    | 35      | 12     | 1              | 0              | –           | –           | 36      | 12     |
| Total carieră        | Total carieră | Total carieră              | 415     | 148    | 21             | 9              | 41          | 13          | 477     | 170    |

1. ↑  Include Copa Colombia, Copa Argentina, Coppa Italia
2. ↑  Trei apariții și un gol în UEFA Champions League, două apariții și un gol în UEFA Europa League
3. ↑  O apariție în UEFA Champions League, opt apariții și două goluri în UEFA Europa League
4. ↑  Apariții în UEFA Europa League
5. 1 2  Apariții în UEFA Champions League
6. ↑  Șase apariții și trei goluri în UEFA Champions League, două apariții în UEFA Europa League

### Internațional
| Echipa națională | An    | Meciuri | Goluri |
| ---------------- | ----- | ------- | ------ |
| Columbia         | 2017  | 4       | 0      |
| Columbia         | 2018  | 1       | 0      |
| Columbia         | 2019  | 11      | 3      |
| Columbia         | 2020  | 4       | 1      |
| Columbia         | 2021  | 14      | 0      |
| Total            | Total | 34      | 4      |

Lista de goluri internaționale marcate de Duván Zapata
| Nr. | Dată             | Stadion                                                        | Adversar  | Scor | Rezultat | Competiție                                  |
| --- | ---------------- | -------------------------------------------------------------- | --------- | ---- | -------- | ------------------------------------------- |
| 1   | 9 iunie 2019     | Estadio Monumental, Lima, Peru                                 | Peru      | 3–0  | 3–0      | Amical                                      |
| 2   | 15 iunie 2019    | Itaipava Arena Fonte Nova, Salvador, Brazil                    | Argentina | 2–0  | 2–0      | Copa America 2019, Grupa B                  |
| 3   | 19 iunie 2019    | Estádio do Morumbi, São Paulo, Brazil                          | Qatar     | 1–0  | 1–0      | Copa America 2019                           |
| 4   | 9 octombrie 2020 | Estadio Metropolitano Roberto Meléndez, Barranquilla, Colombia | Venezuela | 1–0  | 3–0      | Calificările pentru Cupa Mondială FIFA 2022 |

## Palmares
América de Cali
- Categoría Primera A: 2008–II

Napoli
- Coppa Italia: 2013–14
- Supercoppa Italiana: 2014

Colombia U20
- Toulon Tournament: 2011[52]

Individual
- Serie A Echipa Anului: 2018–19[53]